# Phrixocephalus cincinnatus
Phrixocephalus cincinnatus är en kräftdjursart som beskrevs av C. B. Wilson 1908. Phrixocephalus cincinnatus ingår i släktet Phrixocephalus och familjen Pennellidae. Inga underarter finns listade i Catalogue of Life.

## Bildgalleri

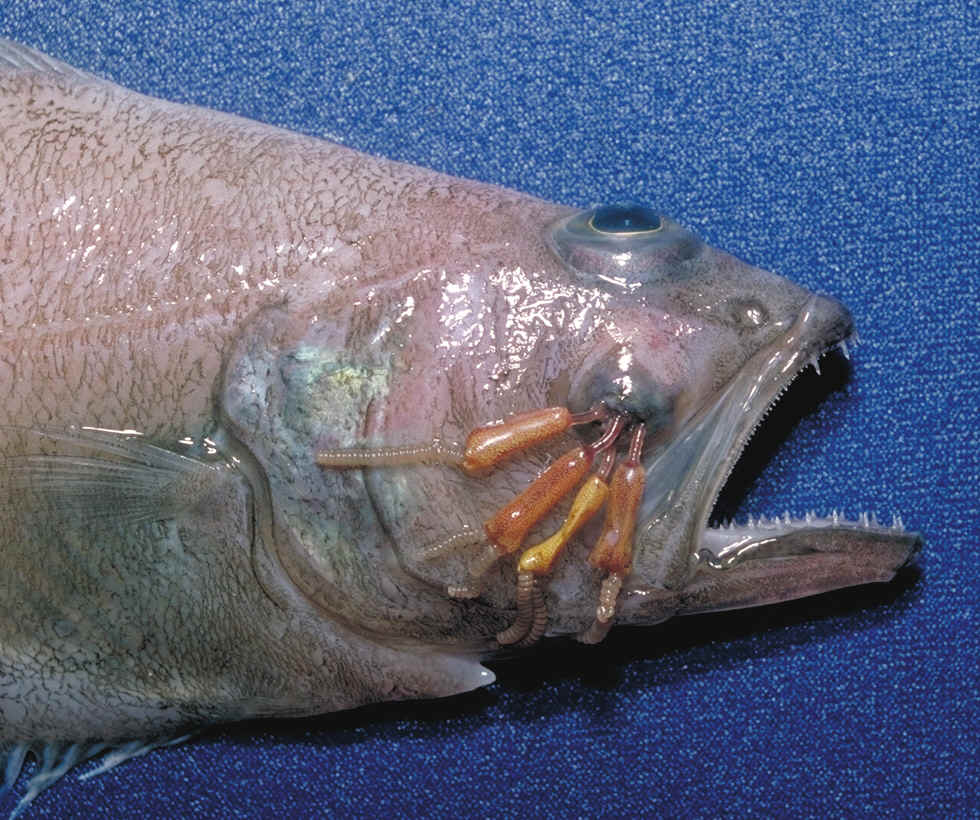